# Éva Kiss (handbalistă)
Éva Kiss (n. 3 octombrie 1990, în Nádudvar) este o handbalistă din Ungaria ce joacă pentru clubul Győri Audi ETO KC și echipa națională a Ungariei pe postul de portar.

## Palmares
- Nemzeti Bajnokság I:
  - Medalie de aur: 2016, 2017
  - Medalie de argint: 2010, 2011
  - Medalie de bronz: 2009

- Magyar Kupa:
  - Medalie de aur: 2016
  - Medalie de argint: 2009, 2011, 2017

- Liga Campionilor EHF:
  -  Câștigătoare: 2017, 2018, 2019
  - Finalistă: 2016

- Cupa EHF:
  - Semifinalistă: 2006

- Campionatul European:
  -  Medalie de bronz: 2012